# Александър Брюкнер
Александър Брю̀кнер или Александер Брѝкнер (на полски: Aleksander Brückner) е полски филолог, славист, лексикограф, историк на полската литература и култура, професор, преподавател в Лвовския и Хумболтовия университет (1881 – 1924). Произхожда от семейство на полонизирани германци.

## Биография
Роден е на 29 януари 1856 г. в Бережани, Австрийска империя. От 1888 г. е член на Полската академия на науките, от 1890 г. – на Петербургската академия на науките, от 1926 г. е дописен член на Българската академия на науките, а също така и на Пражката и Белградската академия. Умира на 24 май 1939 г. в Берлин.

## Важни трудове
- Geschichte der polnischen Literatur (1901)
- Dzieje literatury polskiej (т. 1 – 2, 1903)
- Starożytna Litwa. Ludy i bogi. Szkice historyczne i mitologiczne (1904)
- Historia literatury rosyjskiej (1905)
- Mikołaj Rej i różnowiercy polscy (1906)
- Dzieje języka polskiego (1906)
- Zasady etymologii słowiańskiej (1917)
- Mitologia słowiańska (1918)
- Mitologia polska (1924)
- Słownik etymologiczny języka polskiego (1926 – 1927)
- Dzieje kultury polskiej (т. 1 – 4, 1930 – 1932)
- Encyklopedia staropolska (т.1 – 2, 1937 – 1939)